# مقاطعة غرايسون (فيرجينيا)
 مقاطعة غرايسون  (بالإنجليزية:  Grayson County)‏ هي إحدى المقاطعات في ولاية فيرجينيا في الولايات المتحدة الأمريكية.